# Merta
Merta és una ciutat i municipalitat del districte de Nagaur al Rajasthan. Consta al cens del 2001 amb una població de 40.252 habitants (el 1901 tenia 4.361 habitants). Està situada a 26° 39′ N, 74° 02′ E / 26.650°N,74.033°E. Com moltes altres ciutats de l'Índia és considerada sagrada; en aquest cas la causa sembla només que hi va néixer un devot notable de Krixna.

## Història
La va fundar Duda, el quart fill de Rao Jodha de Marwar, vers 1488; Rao Maldeo va construir vers 1540 la muralla (la qual ja ha desaparegut) i el fort anomenat Malkot. El 1562 fou conquerida per Akbar després d'uns obstinada defensa (Akbar hi va construir una mesquita) però al cap de 20 anys retornada al maharajà de Jodhpur, Udai Singh. A la plana de Merta es va lliurar el 1754 una batalla en la qual Vijaya Singh de Jodhpur fou derrotat pels marathes de Sindhia; aquestos van adquirir aleshores Ajmere sota comandament del general francès Benoît de Boigne. El 1790 els marathes dirigits per De Boigne van derrotar severament als rajputs rathors; la tomba d'un capità francès mort a la batalla es troba a la resclosa d'un dipòsit d'aigua anomenat Dangolai. Al segle xix fou capital d'un dels districtes del principat de Jodhpur fins al 1949.